# Zemljopis Japana
Japan je otočna država, koja se sastoji od stratovulkanskog arhipelaga preko 3.000 km duž pacifičke obale istočne Azije. Sastoji se od 6.852 otoka. Pet glavnih otoka su: Hokkaido, Honshu, Kyushu, Shikoku i Okinawa. Otoci Ryukyu i Nanpō nalaze se južno i istočno od glavnih otoka.
Teritorij se prostire na 377.975,24 km2. To je četvrta po veličini otočna država na svijetu i najveća otočna država u istočnoj Aziji. Japan ima 6. najdužu obalu s 29.751 km i 8. najveću ekskluzivnu ekonomsku zonu od 4.470.000 km2 na svijetu.
Teren je uglavnom surov i planinski s 66% šume. Stanovništvo Japana je skupljeno u urbanim područjima na obali, ravnicama i dolinama. Japan se nalazi u sjeverozapadnom Vatrenom prstenu na više tektonskih ploča. Istočno od japanskog arhipelaga nalaze se tri oceanske brazde. Japanska brazda nastaje dok se oceanska tihooceanska ploča podvlači ispod kontinentalne ohotske ploče. Kontinuirani proces subdukcije uzrokuje česte zemljotrese, tsunamije i stratovulkane. Otoci su također pogođeni tajfunima. Subdukcijske ploče povukle su japanski arhipelag prema istoku, pri čemu je nastalo Japansko more i odvojile ga od azijskoga kontinenta stražnjim lukom koji se širio prije 15 milijuna godina.
Klima varira od vlažne kontinentalne na sjeveru do vlažne suptropske i tropske prašumske na jugu. Te razlike u klimi i krajoliku omogućile su razvoj raznolike flore i faune, s nekim rijetkim endemskim vrstama, posebno na otocima Ogasawara.
Japan se proteže od 20° do 45° sjeverne širine (Okinotorishima do Benten-jima) i od 122° do 153° istočne dužine (Yonaguni do Minami Torishima). Japan je okružen morem. Na sjeveru ga Ohotsko more dijeli od ruskog Dalekog istoka, na zapadu ga Japansko more dijeli od Korejskog poluotoka, na jugozapadu Istočno kinesko more dijeli otoke Ryukyu od Kine i Tajvana, na istoku je Tihi ocean.